# Chimalhuacán
Chimalhuacán (del nàhuatl, que vol dir “lloc d'escuts”) és un municipi metropolità de l'estat de Mèxic, que forma part de l'àrea metropolitana de la ciutat de Mèxic. Chimalhuacán és el cap de municipi i principal centre de població d'aquesta municipalitat.

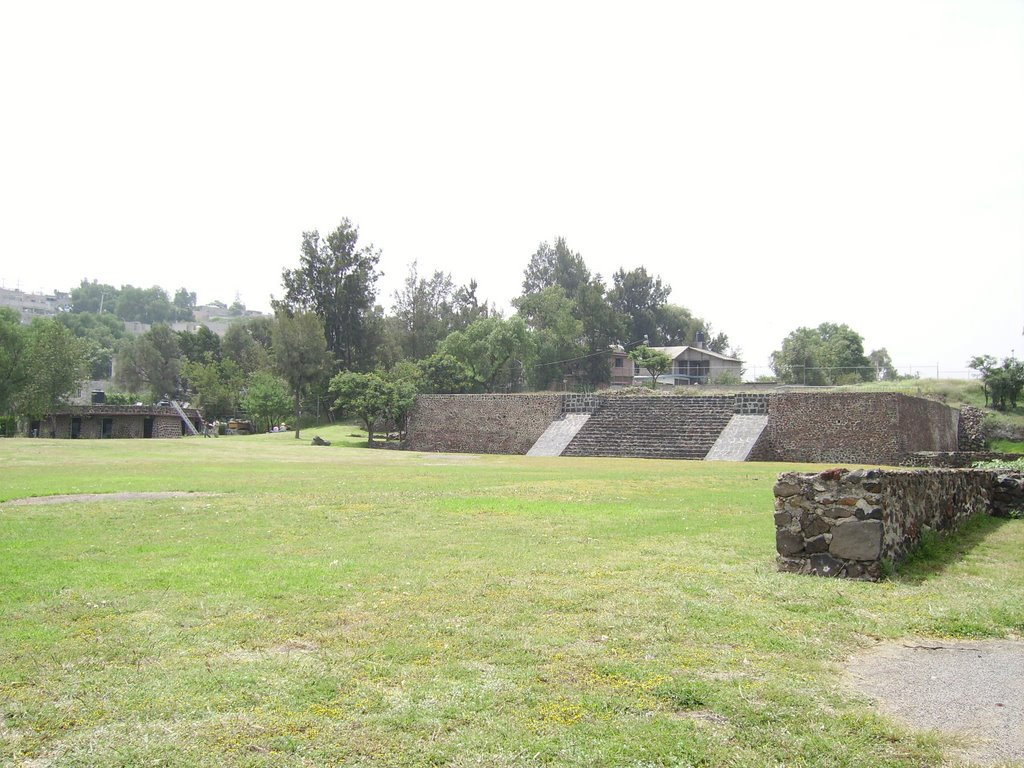
Los Pochotes.

Aquest municipi es troba a la part nord-central de l'estat de Mèxic. Limita al nord amb els municipis de Nezahualcóyotl i Chalco, al sud amb Xico de Solidaridad, a l'oest amb Lerma i a l'est amb Ciutat de Mèxic. Dista de la capital de l'estat uns trenta-vuit quilòmetres